# Yuki Tsunoda
Yuki Tsunoda (em japonês: 角田 裕毅; Kanagawa, 11 de maio de 2000) é um automobilista japonês que atualmente compete na Fórmula 1 pela equipe Red Bull Racing. Estreou na categoria em 2021 pela AlphaTauri, seguindo na equipe após esta ser renomeada para Racing Bulls. Ele foi campeão do Campeonato Japonês de Fórmula 4 em 2018 e é membro da Red Bull Junior Team e do Honda Formula Dream Project.

## Carreira

### Kart
Começou a carreira em 2005, aos 4 anos, quando entrou no kart. Em 2010 participou da classe Junior do JAF All Japan Kart Championship. Em 2013, ele ganhou um campeonato regional de kart. Ele ficou em segundo lugar no JAF All Japan Kart Championship 2015.

### Fórmula 4 Japonesa
Tsunoda fez sua estreia nos monopostos em 2016, quando participou do penúltimo fim de semana do Campeonato Japonês de Fórmula 4 em Suzuka, onde correu pela Sutekina Racing Team. Com um pódio e mais um quarto lugar nas corridas, ele ficou em décimo sexto lugar no campeonato, com 30 pontos. Ele correu neste campeonato novamente em 2017 pela equipe Honda Formula Dream Project (Motopark Academy). Venceu três corridas, uma em Okayama, outra em Fuji e a última em Suzuka. Com 173 pontos, terminou em terceiro, atrás de Ritomo Miyata e Ukyo Sasahara.
Em 2018 Tsunoda seguiu na Fórmula 4 japonesa. No início da temporada, ele venceu cinco corridas consecutivas nos circuitos de Okayama, Fuji (duas vezes) e Suzuka (duas vezes). Mais tarde, ele conseguiu mais duas vitórias no Sportsland SUGO e no Twin Ring Motegi. No entanto, ele ficou várias etapas sem pontuar, assim, só na última corrida da temporada, em Motegi, é que se sagrou campeão após uma longa batalha com o seu companheiro de equipe Teppei Natori. Tsunoda terminou a temporada com 245 pontos.

### Fórmula 3 da FIA
No final de 2018, Tsunoda foi contratado pela equipe Jenzer Motorsport para a disputa da temporada inaugural do Campeonato de Fórmula 3 da FIA, tendo Andreas Estner como companheiro regular. Teve três pódios, incluindo uma vitória em Monza, e fechou o ano em nono, com 67 pontos.

### Fórmula 2
Em 10 de janeiro de 2020, foi anunciado que Tsunoda disputaria o Campeonato de Fórmula 2 da FIA de 2020 com a equipe Carlin, ao lado do indiano Jehan Daruvala. Tsunoda fez quatro poles e sete pódios, incluindo três vitórias, e terminou o ano em terceiro no campeonato, somando 200 pontos, apenas um a menos do que o vice-campeão Callum Ilott, e quinze atrás do campeão Mick Schumacher. Mesmo assim, com esse resultado, Yuki conseguiu garantir a superlicença, e ainda recebeu o prêmio de melhor estreante da temporada.

### Fórmula 1

#### AphaTauri (2021–2023)
Em 16 de dezembro de 2020, foi anunciado que Tsunoda havia se juntado à recém-criada equipe de Fórmula 1 AlphaTauri para a disputa da temporada de 2021, sendo novo companheiro de Pierre Gasly e ainda se tornando o primeiro piloto da Formula 1 a nascer a partir dos anos 2000.

Na sua corrida de estreia, em 28 de março de 2021, no Grande Prêmio do Barém, Tsunoda marcou seus primeiros dois pontos na Fórmula 1. Nesse ano, o japonês foi irregular, embora tenha aparecido sete vezes na zona de pontos, com seu destaque sendo em Abu Dhabi, onde ele conseguiu um quarto lugar, sua melhor posição até o momento. Tsunoda fechou o ano em décimo quarto, com 32 pontos, ficando cinco posições abaixo de Gasly, que fez mais que o triplo da sua pontuação.

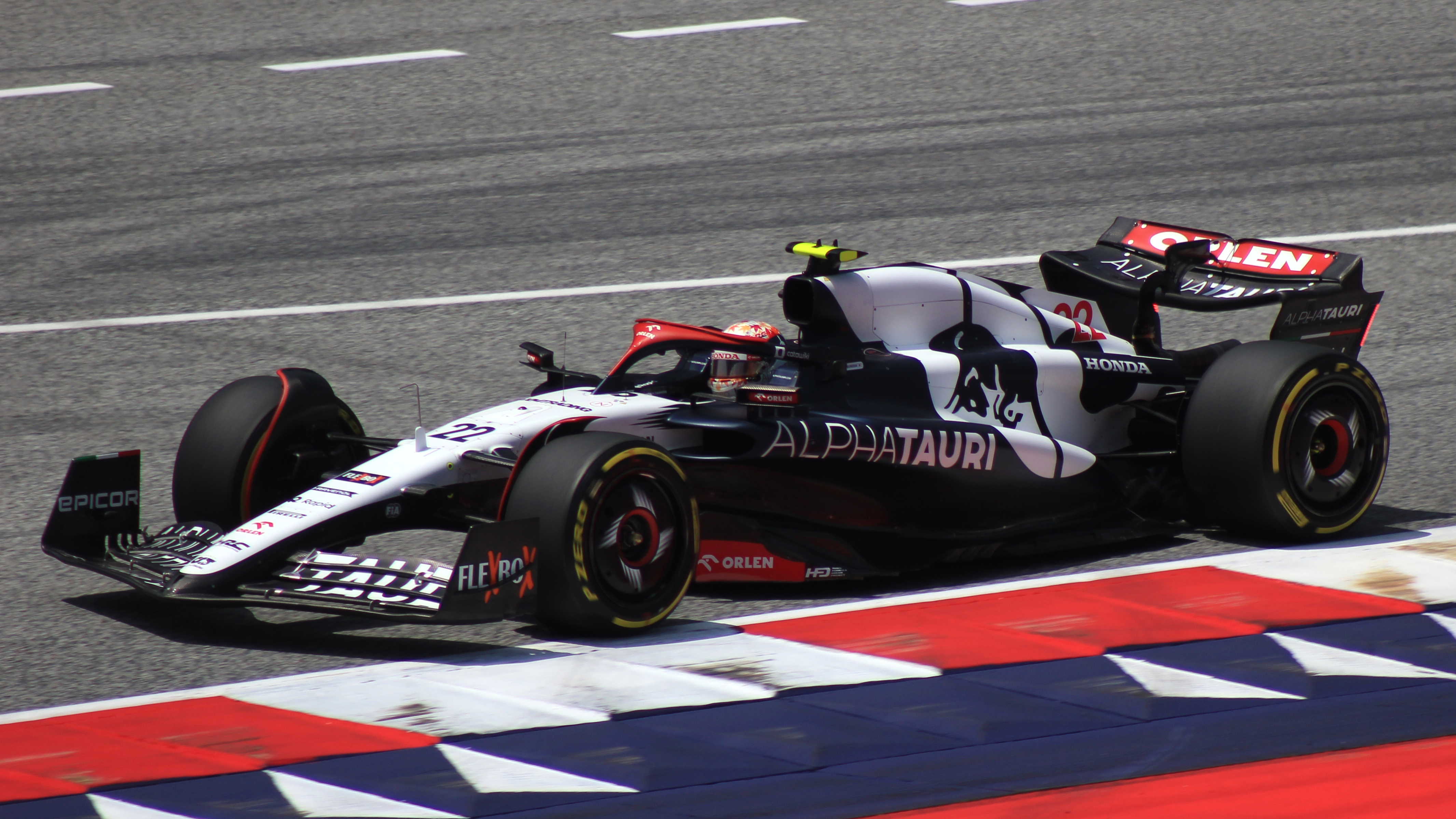
Tsunoda no GP da Áustria de 2023

Ele permaneceu com a AlphaTauri para a disputa das temporadas de 2022 e 2023. Ao contrário do ano anterior, em 2022, a Alpha Tauri teve uma piora em seu desempenho, mesmo tendo conquistado 12 pontos, Tsunoda viu sua equipe terminar a temporada na vice lanterna, superando apenas a Williams, e o japonês foi novamente superado por Gasly, que fez mais que o dobro de sua pontuação e ficou três posições acima dele.
Em 2023, Tsunoda viu Pierre Gasly deixar o time, e ele teve três companheiros de equipes diferentes nesse mesmo ano: Nyck de Vries, que foi dispensado após apenas 10 corridas, Daniel Ricciardo, que retornava ao time após dez anos (ele foi piloto na época da Toro Rosso entre 2012 e 2013), e Liam Lawson, que substituiu Ricciardo em quatro corridas quando o australiano sofreu uma fratura na mão. Assim, Tsunoda acabou sendo alçado ao posto de líder, conquistando a maior parte dos pontos da equipe. No GP dos EUA , Tsunoda fez a sua primeira volta mais rápida na categoria, e com as desclassificações de Lewis Hamilton e Charles Leclerc, o japonês encerrou a corrida em oitavo lugar. Ele fechou o ano em décimo quarto, com dezessete pontos.

#### Racing Bulls/RB (2024–2025)

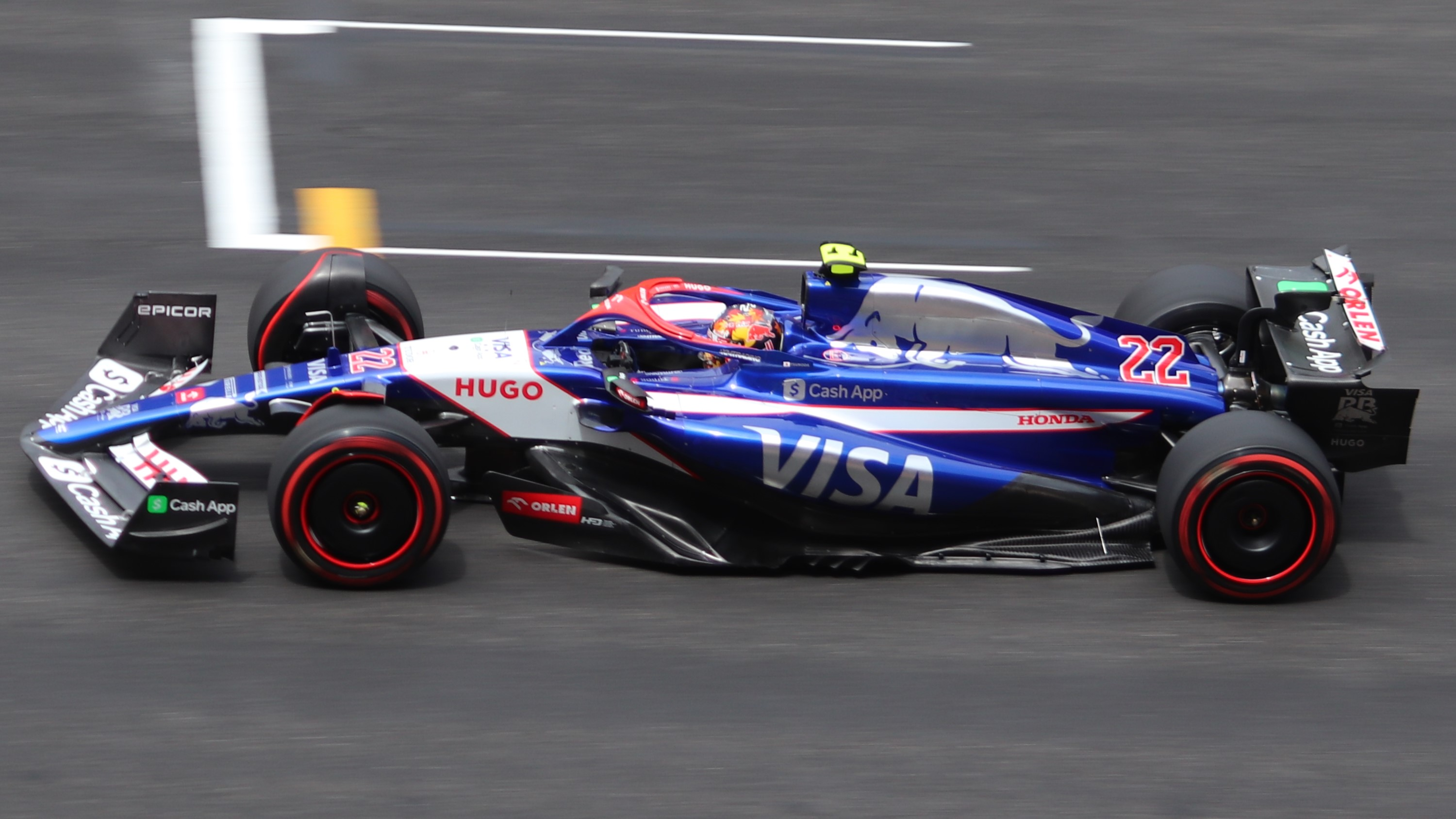
Tsunoda pilotando o VCARB 01 na China em 2024

Tsunoda permaneceu com a equipe, que foi renomeada para Visa Cash App RB, para a disputa da temporada de 2024. Já na primeira corrida, o japonês protagonizou um incidente com seu companheiro de equipe, Daniel Ricciardo, quando demonstrou insatisfação por receber uma ordem para trocar de posição com o australiano. Depois de reclamar bastante, o japonês avançou na direção de Ricciardo no final da corrida, fez um "brake test" e depois ultrapassou, levando perigo ao outro bólido da RB.
Superado o incidente, o japonês se concentrou nas corridas, e vem conseguindo seu melhor desempenho desde a sua estreia. Tsunoda bateu Ricciardo constantemente e conseguiu importantes pontos para sua equipe, com direito a um décimo lugar em seu GP local, no Japão, feito que não se via desde 2012, com Kamui Kobayashi. A partir do GP dos EUA, Tsunoda voltou a ter o neozelandês Liam Lawson como companheiro de equipe. Apesar de ter sido superado por ele nas etapas iniciais, Tsunoda reagiu e conseguiu somar mais pontos do que Lawson nas seis corridas em que ambos competiram juntos na RB. Tsunoda somou 30 pontos durante a temporada, ficando na 12ª colocação.
No dia 8 de junho de 2024, a Racing Bulls anunciou a renovação do contrato de Tsunoda até o final da temporada de 2025. E ao final do ano, o japonês participou dos testes pós-temporada com a Red Bull em Yas Marina, recebendo elogios da equipe por seu feedback técnico. Seu parceiro para esta temporada foi o vice-campeão de Fórmula 2 de 2024, Isack Hadjar. A primeira rodada do Grande Prêmio da Austrália começou forte com o quinto lugar durante a qualificação. Apesar de correr em sexto na maior parte da corrida, uma troca tardia para pneus intermediários o fez despencar para a 12ª colocação. Tsunoda marcou pontos no fim de semana seguinte durante o Grande Prêmio da China ao terminar em sexto durante a corrida curta. Depois de outra largada entre os 10 primeiros, Tsunoda estava pronto para mais pontos na corrida, mas uma falha na asa dianteira o forçou a fazer uma parada extra, terminando a corrida em último lugar. Suas fortes performances no início da temporada durante essas duas corridas abriram discussões para promover Tsunoda como um substituto de Liam Lawson na equipe-mãe.

#### Red Bull (2025–presente)

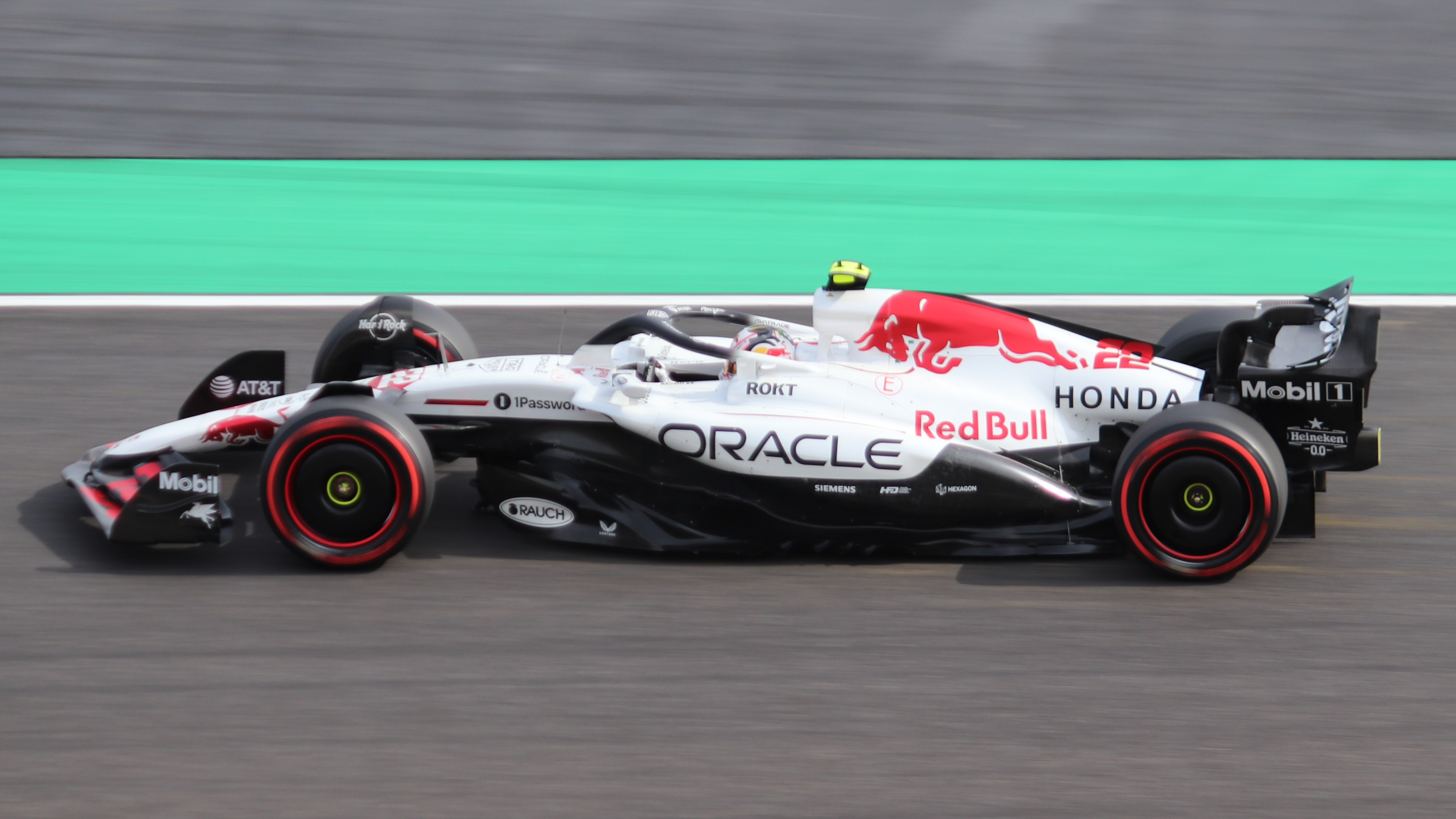
Tsunoda guiando o RB21 durante os treinos do

Em 27 de março de 2025, a Red Bull confirmou que Tsunoda substituiria Liam Lawson a partir do Grande Prêmio do Japão, com Lawson retornando para a Racing Bulls. Com isso, Tsunoda se tornou o novo parceiro de Max Verstappen. O japonês foi décimo segundo colocado em Suzuka, e marcou seus primeiros pontos com a equipe na etapa seguinte, no Barém, com um nono lugar.

## Vida Pessoal
Yuki nasceu em Sagamihara, cidade da província japonesa de Kanagawa. Ele é filho de Nobuaki Tsunoda, um entusiasta do automobilismo que chegou a competir localmente e o influenciou a ser piloto e a se inspirar em ídolos como Fernando Alonso e Ayrton Senna. Dentre seus amigos, estão os seus ex-companheiros de AlphaTauri Pierre Gasly e Nyck de Vries.
Tsunoda estudou na LCA International Elementary School e na Nihon University Third High School antes de se transferir para a Wako High School em abril de 2017. Ele começou seus estudos na Faculdade de Gestão Esportiva da Universidade de Ciências e Esportes do Japão (em japonês: Nippon taiiku daigaku) em abril de 2019, mas depois tirou uma licença e eventualmente se retirou para se concentrar em sua carreira automobilística.
Ele se mudou para a Itália por causa de seu trabalho na AlphaTauri, e comentou que foi necessário que ele mudasse seu estilo de vida, que ele classificou como "preguiçoso", diminuindo suas horas nos videogames, reeducando sua alimentação e se esforçando mais nos treinamentos. Em 2023, Tsunoda foi visto ajudando na limpeza das ruas de Faença, cidade sede da AlphaTauri, após o cancelamento do GP de Emília-Romanha devido às enchentes.

## Resultados na carreira

### Resultados na Fórmula 2
(Legenda) (Corridas em negrito indicam pole position; corridas em itálico indicam pontos pela volta mais rápida dentro dos dez primeiros colocados)
| Ano  | Equipe | 1           | 2           | 3          | 4            | 5          | 6          | 7          | 8            | 9          | 10         | 11        | 12        | 13        | 14        | 15        | 16         | 17         | 18         | 19        | 20         | 21         | 22          | 23         | 24         | Pos. | Pontos |
| ---- | ------ | ----------- | ----------- | ---------- | ------------ | ---------- | ---------- | ---------- | ------------ | ---------- | ---------- | --------- | --------- | --------- | --------- | --------- | ---------- | ---------- | ---------- | --------- | ---------- | ---------- | ----------- | ---------- | ---------- | ---- | ------ |
| 2020 | Carlin | RBR1 FEA 18 | RBR1 SPR 11 | RBR2 FEA 2 | RBR2 SPR Ret | HUN FEA 16 | HUN SPR 18 | SIL1 FEA 3 | SIL1 SPR Ret | SIL2 FEA 6 | SIL2 SPR 1 | CAT FEA 4 | CAT SPR 4 | SPA FEA 1 | SPA SPR 9 | MNZ FEA 4 | MNZ SPR NC | MUG FEA 16 | MUG SPR 19 | SOC FEA 2 | SOC SPR 6‡ | BAR1 FEA 6 | BAR1 SPR 15 | BAR2 FEA 1 | BAR1 SPR 2 | 3°   | 200    |

### Resultados na Fórmula 1
(legenda) (resultados em negrito indicam pole position; resultados em itálico indicam volta mais rápida)
| Temporada | Equipe                             | Chassis              | Motor                      | 1      | 2       | 3      | 4       | 5       | 6       | 7      | 8      | 9       | 10     | 11     | 12      | 13      | 14     | 15      | 16      | 17      | 18      | 19     | 20      | 21      | 22     | 23     | 24     | Class. | Pontos |
| --------- | ---------------------------------- | -------------------- | -------------------------- | ------ | ------- | ------ | ------- | ------- | ------- | ------ | ------ | ------- | ------ | ------ | ------- | ------- | ------ | ------- | ------- | ------- | ------- | ------ | ------- | ------- | ------ | ------ | ------ | ------ | ------ |
| 2021      | Scuderia AlphaTauri Honda          | AlphaTauri AT02      | Honda RA621H 1.6 V6 t      | BAR 9  | EMI 12  | POR 15 | ESP Ret | MON 16  | AZE 7   | FRA 13 | EST 10 | AUT 12  | GBR 10 | HUN 6  | BEL 15  | PBS Ret | ITA NL | RUS 17  | TUR 14  | EUA 9   | CMX Ret | SAO 15 | CAT 13  | ARA 14  | ABU 4  |        |        | 14.º   | 32     |
| 2022      | Scuderia AlphaTauri                | AlphaTauri AT03      | Red Bull RBPTH001 1.6 V6 t | BAR 8  | ARA NL  | AUS 15 | EMI 7   | MIA 12  | ESP 10  | MON 17 | AZE 13 | CAN Ret | GBR 14 | AUT 16 | FRA Ret | HUN 19  | BEL 13 | PBS Ret | ITA 14  | SIN Ret | JAP 13  | EUA 9  | CMX Ret | SAO 17  | ABU 11 |        |        | 17.º   | 12     |
| 2023      | Scuderia AlphaTauri                | AlphaTauri AT04      | Honda RBPTH001 1.6 V6 t    | BHR 11 | SAU 11  | AUS 10 | AZE 10  | MIA 11  | MON 15  | ESP 12 | CAN 14 | AUT 19  | GBR 16 | HUN 15 | BEL 10  | NED 15  | ITA NL | SIN Ret | JPN 12  | QAT 15  | USA 8   | MXC 12 | SAP 96  | LAS 18† | ABU 8  |        |        | 14º    | 17     |
| 2024      | Visa Cash App RB F1 Team           | VCARB 01             | Honda RBPTH002 V6 t        | BHR 14 | SAU 14  | AUS 7  | JPN 10  | CHN Ret | MIA 78  | EMI 10 | MON 8  | CAN 14  | ESP 19 | AUT 15 | GBR 10  | HUN 9   | BEL 16 | NED 17  | ITA Ret | AZE Ret | SIN 12  | USA 14 | MXC Ret | SAP 7   | LAS 9  | QAT 13 | ABU 12 | 12º    | 30     |
| 2025*     | Visa Cash App Racing Bulls F1 Team | VCARB 02             | Honda RBPT                 | AUS 12 | CHN 166 |        |         |         |         |        |        |         |        |        |         |         |        |         |         |         |         |        |         |         |        |        |        | 12º*   | 10     |
| 2025*     | Oracle Red Bull Racing             | Red Bull Racing RB21 | Honda RBPT                 |        |         | JPN 12 | BHR 9   | SAU Ret | MIA 106 | EMI 10 | MON 17 | ESP 13  | CAN 12 | AUT 16 | GBR 15  |         | HUN 17 | NED     | ITA     | AZE     | SIN     | USA    | MXC     | SAP     | LAS    | QAT    | ABU    | 12º*   | 10     |

Notas
* Temporada ainda em andamento.
† – O piloto não terminou a prova, mas foi classificado por ter completado 90% da corrida.